# Вити Ихимаэра
Вити (Уити) Ихимаэра (маори Witi Tame Ihimaera-Smiler, род. 7 февраля 1944, Гисборн, Новая Зеландия). Его мать была из народа маори, а отец имел англо-саксонское происхождение. Ихимаэра является первым писателем-маори, опубликовавшим роман.

## Биографические сведения
Параллельно с творчеством занимал высокие дипломатические посты в посольствах и консульствах Новой Зеландии в Австралии и США. Работал в этой сфере с 1973 до 1989 года.
В 1972 году вышел первый сборник рассказов Вити Ихимаэра «Поунаму, поунаму». В нём писатель раскрывал тему сохранения маорийского культурно-исторического наследия. Основной мотив большинства произведений Ихимаэры — рассказ о жизни маори в современной Новой Зеландии, о выборе между традиционным образом жизни и глобализацией. В 2002 году кинорежиссёр Ники Каро сняла фильм «Оседлавший кита» по книге Вити Ихимаэры.
В 2004 году его племянник Гэри Кристи Льюис женился на леди Давине Виндзор, став первым маори, женившимся на члене британской королевской семьи.

## Избранная библиография
Романы
- Танги (1973)
- Ванау (1974)
- Матриархат (1986)
- Ночи в садах Испании (1995)
- Пловец мечты (1997)
- Ванау II (2004)

## Публикации на русском языке
- "Новые рассказы Южных морей" (издательство «Прогресс», 1980). В сборник вошли рассказы  (в переводе И. Багрова):
  - 1. " Последняя игра"
  - 2. "За соседним забором"
  - 3. "Бабушка"
  - 4. "В поисках Изумрудного города"
  - 5. "Кит"
- «В поисках Изумрудного города» (издательство Терра-Книжный клуб, 2001)[5].В сборник вошли рассказы (в переводе И. Багрова):

1. «В поисках Изумрудного города»
2. «Как околдовали миссис Джоунз»
3. «Морской конек и риф»
4. «Родословная»
5. «Золотая дорога удачи»
6. «Эскалатор»
7. «Вдогонку»
8. «Братья»
9. «Я, Озимандиас…»
10. «Турнир начинается»
11. «Ребята с нижнего этажа»

## Награды
В 1986 году в честь Дня Рождения Королевы Ихимаэра была награжден Медалью Королевской службы за государственные услуги. В 2004 году по случаю Дня рождения королевы он был назначен почетным кавалером Новозеландского ордена за заслуги перед литературой. В 2009 году, после восстановления титульных почестей правительством Новой Зеландии, он отказался от повторного назначения в рыцари-компаньоны Новозеландского Ордена за заслуги.